# El mago: Los secretos del inmortal Nicolas Flamel
El mago: Los secretos del inmortal Nicolas Flamel es el segundo libro de la serie Los secretos del inmortal Nicolas Flamel, escrito por el escritor irlandés Michael Scott en el año 2007, siendo publicada por primera vez en español en el 2008, en España por la Editorial Roca Junior Inc. Se considera una de las mejores novelas de ficción, mitología y aventura en todo Reino Unido.

## Contenido
El libro de El Mago: Los secretos del inmortal Nicolas Flamel contiene 508 (quinientas ocho páginas) en las cuales se incluyen: Los Datos del libro, las dedicaciones, el contenido , o la historia, narrada en 55 capítulos, la nota de autor y los agradecimientos. Además de la contraportada que lleva la sinopsis.

### Contraportada
La contraportada lleva la sinopsis del libro, la cual dice:
"Tras escapar de Ojai, Nicolas, Sophie, Josh y Scatty aparecen en París, el hogar del Alquimista y Perenelle, pero la vuelta no será tan dulce como desearían. Allí les estarán esperando nuevos enemigos, como Nicolas Maquiavelo, escritor inmortal que trabaja al servicio de los Inmemoriales y que está dispuesto a cualquier cosa para obtener el poder del Libro de Abraham el Mago. Mientras tanto, Perenelle se queda encerrada en Alcatraz y el tiempo corre en su contra. La profecía se está haciendo realidad."

### Dedicatoria
La dedicatoria de "El Mago" va dirigida a dos personas a las cuales les expresa una pequeña frase en latín, esta dice así:
A Courtney y Piers
Hoc opus, hic labor est

## Personaje Titular
El personaje del título: "El Mago" se refiere al Dr. John Dee, el villano de la serie de Los secretos del inmortal Nicolas Flamel.

"Dee had so many talents, he could have been any of the characters - indeed, I have written elsewhere that he was the original hero of this series. He was The Alchemyst of the title. In his own time, he was always principally known as The Magician."
Michael Scott

que se traduce como:

"Dee tubo muchos talentos, el pudo ser cualquiera de los personajes - de hecho, originalmente escribí que él era el héroe original de las series. Él era El Alquimista del título. En su propio tiempo, él era principalmente conocido como El Mago."
Michael Scott

## Nuevos Personajes de la Serie

### Humanos Inmortales
- Nicolas Maquiavelo - Este personaje Italiano es descrito como El inmortal más peligroso de Europa, infinitamente más peligroso que Dee y mucho más astuto. Este personaje en ocasiones es llamado como: "E Mago italiano" puesto que su país natal es ese mismo:Italia Es director de la D.G.S.E.,La Direction Générale de la Sécurite Extérieure (Dirección General de Seguridad Exterior) de Francia. Él hará todo lo posible para recuperar las páginas restantes del Codex y capturara a los mellizos de la leyenda. Su Aura es de color blanco sucio y tiene un olor a serpiente.

- Conde de Saint-Germain - Se describe como uno de los antiguos aprendices de Nicolas Flamel en el arte de la alquimia, con lo cual consiguió hacerse inmortal sin tener que beber una poción cada mes. Es una estrella de rock actual, (muy popular en Alemania) y es "El Maestro del Fuego", nombre que consiguió al lograr manipular este elemento mejor que cualquier otro humano. Consiguió el fuego robándoselo a Prometeo, razón por la cual La Bruja de Endor lo odia. Está casado con la inmortal Juana de Arco. Su Aura es de color rojo y tiene un olor a hojas quemadas.

- Juana de Arco - Es una de las mejor amigas de Scathach y de hecho, consiguió la inmortalidad gracias a que Nicolas Flamel realizó una transfusión de la sangre de Scathach a la de Juana para salvarle la vida, lo cual le salvó la vida y la hizo inmortal. Juana de Arco puede moldear su aura para crear armaduras, flechas o incluso garras con su propia aura. Está casada con Saint-Germain después de una lujosa boda en Hawái. Su Aura es plateada y tiene un olor a Lavanda.

### Criaturas, bestias y monstruos
- Dagon - Es el sirviente y chófer de Nicolás Maquiavelo y a la larga, su amigo. Dagon es una criatura que desprende un gran olor a pescado y tiene ojos bulbosos lo cual demuestra que fue una criatura marina. Dice ser de una especie anterior a los Inmemoriales, además de decir que el resto de su especie fue asesinada por Scathach, La Sombra. Razón por la cual jura venganza contra ella y al final del libro la cumple: se la lleva a las profundidades del Sena.

- Dísir - Son guerreas ancestrales, también llamadas "Valquirias". Son muchas mujeres guerreras que pelean contra los humanos. En El Mago aparecen tres Dísir que llaman a Nidhogg para que este destruya a Scathach en París.

- Nidhogg - Nidhogg o Níðhöggr (como se escribe en nórdico antiguo) es descrito como una bestia descomunal mitad dinosaurio mitad serpiente, tan peligrosa que los Inmemoriales crearon el Mundo de Sombras de Neflheim exclusivo para el (También se menciona que la Inmemorial Hel habitaba en el). Nidhogg estaba atrapado tras las raíces del Yggadrasil, El Árbol del Mundo. Pero cuando Dee destruyó el Árbol del Mundo en El Alquimista, liberó a Nidhogg. Nidhogg es liberado sobre París debido al llamado de las Dísir. Josh Newman logra destruirlo con Clarent.

### Fantasmas
- Juan Manuel de Ayala - Español que descubrió la isla de Alcatraz, a la que originalmente denominó "Isla de los Alcatraces", después de morir, su fantasma regreso a la isla, donde se convirtió en su guardián. Juan Manuel de Ayala ayuda a Perenelle a deshacerse de la esfinge que la custodiaba en Alcatraz.

### Inmemoriales
- Aerop-Enap - Es una de las primeras Inmemoriales, aliada de los humanos, tiene el cuerpo de una araña pero la cabeza de una mujer. Es capaz de controlar a las arañas a su voluntad y constantemente las usó para defender a los humanos, razón por la cual Dee la encerró en lo más profundo de Alcatraz tras unos símbolos de poder antiguos a los Inmemoriales (En La Hechicera se revela que son símbolos Arconte). Es liberada por Perenelle.

#### Marte Ultor
- Marte Ultor - Es un inmemorial que vive atrapado en las catacumbas de París. Cuenta con un Aura color Púrpura rojizo con la que paga una terrible maldición. La Bruja de Endor encierra a Marte en su propia aura, haciendo que esta se solidifique en piedra, impidiendo así, que el Inmemorial pueda hacer uso de ella o escapar de las catacumbas. Marte Ultor es representado como un ser muy severo y duro, pero también se muestra su lado amable cuando relata la historia de sus hijos gemelos: Rómulo y Remo. Marte también recibe un sinfín de sobrenombres, como "Marte Ultor", "Marte Vengador" o "El Dios Durmiente" (debido a que al estar atrapado en las catacumbas pasa la mayor parte del tiempo en un estado similar al estar dormido), además de esto, es uno de los pocos Inmemoriales que es reconocido en casi toda mitología del mundo, como:

- Marte - En la mitología romana.

- Ares - En la mitología griega.

- Nergal - En la mitología sumerico-babilónica.

- Huitzilopochtli - En la mitología Azteca y Nahuatl.

Además en "La Hechicera: Los secretos del inmortal Nicolas Flamel" se revela otra identidad de Marte:
- Horus - En la mitología egipcia.

Aquí se muestran fragmentos del libro "El Mago: Los secretos del inmortal Nicolas Flamel" que proporcionan datos del Inmemorial Marte Ultor:

"Directly in front of him, close enough to touch, was the Elder the Romans had worshipped as the God of War. Josh had never heard of Hekate or the Witch of Endor, and because he knew nothing about them, they hadn't had the same effect on him. This Elder was different. Now he knew what Dee had meant when he said that this was the Elder remembered by humankind. This was Mars himself, the Elder with a month and a planet named after him"
Michael Scott The Magician

que se traducen como:

"Justo delante de él, tan cerca que incluso podía rozarle, se alzaba el Inmemorial que los romanos habían venerado como el Dios de la Guerra. Josh jamás había oído hablar de Hécate o de la Bruja de Endor, con lo cual el efecto no había sido el mismo. Este Inmemorial era diferente. Ahora sabía a qué se había referido Dee al decir que era un Inmemorial recordado por la raza humana. Era el propio Marte, el Inmemorial que poseía un mes y un planeta en su honor."
Michael Scott El Mago

Aquí se encuentra otro fragmento del libro, escrito por Michael Scott:

"Eres Marte Vengador, y antes de que los romanos te veneraran como tal, los griegos te conocían bajo el nombre de Ares e incluso antes, en la época de Babilonia, tu nombre era Nergal [...] y antes de recibir el nombre de Nergal, eras el defensor de la raza humana: eras Huitzilopochtli. Tu fuiste quien condujiste a los humanos a un lugar seguro cuando Danu Talis se sumergió entre las olas"
Sophie Newman, Michael Scott El Mago

## Diseños de portada
La serie se basa principalmente con un diseño específico que varía de acuerdo al libro, pero en el mundo existen dos variaciones de portada para la serie: La estadounidense y la británica.
El libro es rojo, aproximándose al oscuro con los habituales cuatro signos en las esquinas del marco. El primer símbolo ( Arriba a la izquierda )es un sol centelleante con un círculo. El segundo ( arriba a la derecha ) es un triángulo con un ojo. El tercer símbolo ( Abajo a la izquierda ) es de un mariposa. El último no se sabría descifrar que es muy bien
El símbolo que le han otorgado a la magia es de un rubí de fuego

## Premios y reconocimientos
El Mago: Los secretos del inmortal Nicolas Flamel fue nominado para el premio: "Libro Irlandés del Año" en el año 2009. En la Categoría: La Autoridad del Aeropuerto de Dublín Libro infantil Irlandés del año - Categoría Snr

## Serie Los Secretos del Inmortal Nicolas Flamel
- 1.-The Alchemist: The Secrets of the Inmortal Nicholas Flamel

(El alquimista: los secretos del inmortal Nicolas Flamel)
- 2.-The Magician: The Secrets of the Inmortal Nicholas Flamel

(El Mago: Los secretos del inmortal Nicolas Flamel)
- 3.-The Sorceress: The Secrets of the Inmortal Nicholas Flamel

(La Hechicera: Los secretos del inmortal Nicolas Flamel)
- 4.-The Necromancer: The Secrets of the Inmortal Nicholas Flamel

(El Nigromante: Los secretos del inmortal Nicolas Flamel)
- 5.-The Warlock: The Secrets of the Inmortal Nicholas Flamel

(El Brujo: los secretos del inmortal Nicolas Flamel)
- 6.-The Enchantres: The Secrets of the Inmortal Nicholas Flamel

(La Encantadora: Los secretos del inmortal Nicolas Flamel)
Además de los títulos de la serie, el autor Michael Scott agregó 2 libros extras aparte de la historia, estos son:
- Extra 1.- The Death of Joan of Arc

(La Muerte de Juana de Arco)
- Extra 2.- Billy the Kid and the Vampyres of Vegas

(Billy el Niño y las Vampiresas de Vegas)